# 徳島県道167号北島池谷停車場線
徳島県道167号北島池谷停車場線（とくしまけんどう167ごう きたじまいけのたにていしゃじょうせん）は、徳島県板野郡北島町から鳴門市に至る一般県道である。

## 概要
板野郡北島町鳴門市大麻町池谷にあるJR四国高徳線および鳴門線の池谷駅までを結ぶ。

### 路線データ
- 起点：徳島県板野郡北島町中村江口（徳島県道14号松茂吉野線交点、徳島県道302号鯛浜中村線終点）
- 終点：徳島県鳴門市大麻町池谷柳の本（JR四国高徳線・鳴門線 池谷駅）
- 総距離：4.628 km[1]

## 歴史
- 1972年（昭和47年）3月10日 - 徳島県道167号池谷停車場線として認定（それまでの徳島県道45号を再認定）
- 1975年（昭和50年）7月1日 - 指定区間を延長（それまでの池谷停車場線は廃止）、北島池谷停車場線として再認定

## 路線状況

### 重複区間
- 徳島県道226号津慈広島線（鳴門市大麻町市場東原 - 鳴門市大麻町市場大道）
- 徳島県道12号鳴門池田線（鳴門市大麻町池谷長田）

## 地理

### 通過する自治体
- 徳島県
  - 板野郡北島町 - 鳴門市

### 交差する道路
| 交差する道路                                   | 市町村名 | 市町村名 | 交差する場所   | 交差する場所 |
| ---------------------------------------------- | -------- | -------- | -------------- | ------------ |
| 徳島県道14号松茂吉野線 徳島県道302号鯛浜中村線 | 板野郡   | 北島町   | 中村江口       | 起点         |
| 徳島県道226号津慈広島線 重複区間起点           | 鳴門市   | 鳴門市   | 大麻町市場東原 |              |
| 徳島県道226号津慈広島線 重複区間終点           | 鳴門市   | 鳴門市   | 大麻町市場大道 |              |
| 徳島県道12号鳴門池田線 重複区間起点            | 鳴門市   | 鳴門市   | 大麻町池谷長田 |              |
| 徳島県道12号鳴門池田線 重複区間終点            | 鳴門市   | 鳴門市   | 大麻町池谷長田 |              |

### 交差する鉄道
- 鳴門線

### 沿線
- JR四国高徳線・鳴門線 池谷駅

## ギャラリー

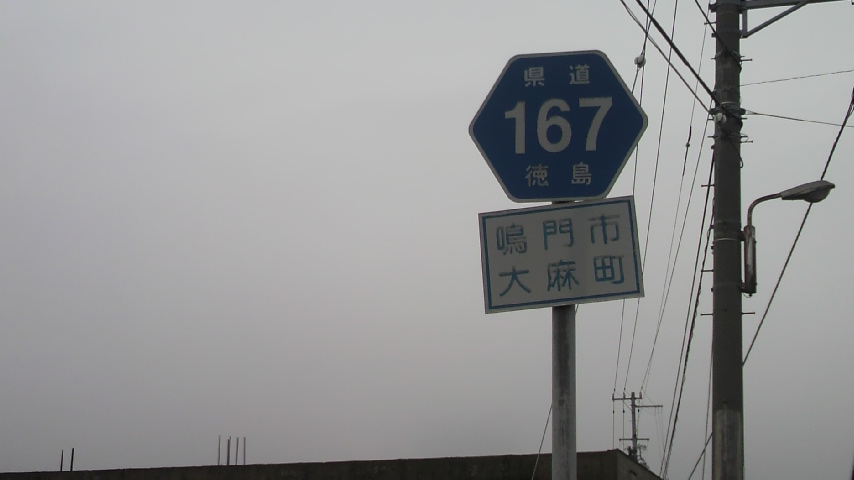
県道標識 鳴門市大麻町市場
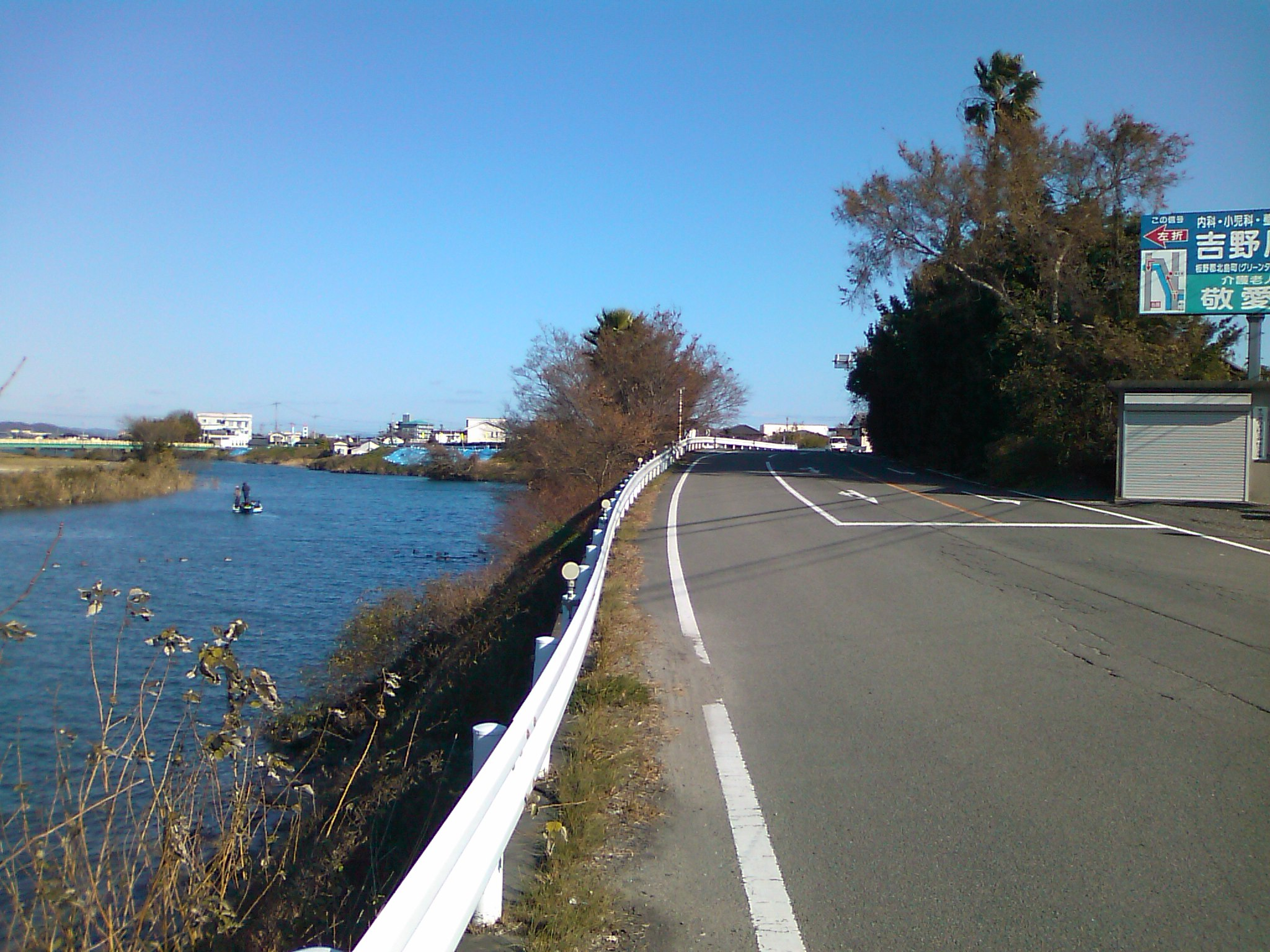
徳島県道167号起点